# Радебе, Лукас
Лу́кас Ра́дебе (англ. Lucas Radebe; род. 12 апреля 1969, Соуэто, Трансвааль) — южноафриканский футболист, защитник.
Лукас Радебе родился в Соуэто, недалеко от Йоханнесбурга, в многодетной семье из 11 детей. В возрасте 15 лет был отправлен родителями в бантустан Бопутатсваны, для того чтобы избежать насилия, которое творилось во время апартеида. Во время проживания там Радебе играл в футбол на позиции вратаря.

## Клубная карьера

### «Кайзер Чифс»
Свою профессиональную карьеру Лукас Радебе начал в «Кайзер Чифс», который заметил молодого футболиста и подписал с ним контракт в качестве полузащитника в 1989 году. В 1991 году на Радебе было совершено вооруженное нападение, в него выстрелили, когда футболист ехал на автомобиле. Радебе получил тяжелые ранения, но остался жив. Мотивы нападения остались неясны. Этот инцидент повлиял на решение Радебе покинуть страну и перейти в зарубежный клуб. За «Кайзер Чифс» защитник провёл более 100 матчей и забил 5 мячей, став настоящим лидером клуба. В 1994 году вместе с партнером по команде Филом Масингой, Радебе покинул команду и перешёл в английский «Лидс Юнайтед» за 250 000 фунтов стерлингов.

### «Лидс Юнайтед»
После не слишком уверенного старта в новом клубе Лукас Радебе совершенно преобразился с приходом на тренерский мостик Джорджа Грэма, а после того как его в 1998 году сменил Дэвид О'Лири, место в основном составе Радебе было непререкаемо. С сезона 1998/99 года африканский защитник стал капитаном «Лидса». В том же сезоне Лукас Радебе с командой занял четвёртое место в Премьер-лиге, а в следующем — третье место, которое позволило клубу из Йоркшира выступить в Лиге чемпионов УЕФА, где клуб дошёл до полуфинала. В 2000 году Радебе получил травму колена и лодыжки, которая вывела его из игры на два года. Во время своей карьеры в Англии Радебе несколько раз получал приглашения от топ-клубов, таких как «Манчестер Юнайтед» и «Милан», но каждый раз отказывал, поскольку сильно привязался к «Лидсу» и его болельщикам. Радебе забил за «Лидс Юнайтед» три гола, но все в кубковых соревнованиях. Первый гол он забил в розыгрыше Кубка Англии 1997/98 против «Оксфорд Юнайтед», а потом ещё дважды отличился в Кубке УЕФА 1999/00 против белградского «Партизана» и в поединке с московским «Спартаком».
Всего Радебе сыграл за «Лидс» более 200 матчей.

## Международная карьера
7 июля 1992 года Лукас Радебе дебютировал в сборной ЮАР в матче против сборной Камеруна. В это время он был одним из самых талантливых футболистов на континенте, что позитивно влияло на микроклимат внутри национальной команды.
В 1996 году в составе южноафриканской сборной он стал победителем Кубка Африканских Наций. В совокупности с победой сборной ЮАР по регби на Кубке мира это достижение помогло поднять интерес к занятию спортом по всей стране. Нельсон Мандела лично вручал трофей победителям.
Лукас Радебе был капитаном «Бафана-Бафана» на Чемпионатах Мира 1998 и 2002 года, но оба раза сборная не смогла преодолеть групповой этап соревнований. На первенстве мира в Японии и Южной Корее Радебе отметился голом в ворота сборной Испании.
За сборную ЮАР защитник провел 70 игр и забил два мяча. 22 мая 2003 года он сыграл свой последний матч за национальную команду против сборной Англии.

### Голы за сборную ЮАР
| #   | Дата            | Место                                                                | Противник | Счёт | Результат | Соревнование                   |
| --- | --------------- | -------------------------------------------------------------------- | --------- | ---- | --------- | ------------------------------ |
| 01. | 17 декабря 1997 | Международный стадион имени Короля Фахда, Эр-Рияд, Саудовская Аравия | Уругвай   | 1:0  | 3:4       | Кубок конфедераций 1997        |
| 02. | 12 июня 2002    | Тэджон Уорлд Кап Стэдиум, Тэджон, Южная Корея                        | Испания   | 2:2  | 2:3       | Чемпионат мира по футболу 2002 |

## Признание
Радебе занял 54-е место в списке 100 великих южноафриканцев, составленном по опросу населения ЮАР в 2004 году.

## Жизнь после окончания карьеры
После окончания сезона 2004/05 Радебе принял решение о завершении карьеры. 2 мая 2005 года на стадионе Элланд Роуд в присутствии 37 000 зрителей состоялся прощальный матч футболиста, в котором встретились сборная игроков «Лидса» разных времён и сборная Мира. Поединок закончился победой мировых звёзд со счётом 3:7. В матче приняли участие такие игроки, как Гари Макалистер, Винни Джонс, Джей-Джей Окоча, Марио Мельхиот, Джон Карью, Брюс Гроббелаар, Оливье Дакур, Найджел Мартин, Гуннар Халле, Нил Салливан, Дэвид Бэтти, Гари Спид, Гордон Стракан, Гари Келли, Клайд Уинхард, Фил Масинга, Дэвид Уитерхолл, Джимми Флойд Хассельбайнк, Тони Йебоа, Пол Робинсон, Крис Камара, Мэтью Килгаллон, Аарон Леннон и Эйрик Бакке. Ещё один матч Радебе провел в Дурбане для своих соотечественников. Поединок, в котором сошлись сборная футбольных звёзд Африки и сборная друзей Лукаса Радебе, закончился со счётом 3:2. Матч был благотворительным и все собранные средства пошли на помощь африканским детям.
В 2008 году пивоваренная компания из Лидса провела опрос среди болельщиков с целью придумать название для нового сорта пива, и наиболее популярным вариантом стал «Радебир» (Radebeer).
Лукасу Радебе была предложена должность в тренерском штабе команды из Йоркшира, и 28 августа 2006 года — после неудачной попытки устроиться на работу в сборную ЮАР, чтобы готовить команду к Чемпионату мира 2010 года — Радебе объявил, что собирается вернуться к тренерской работе в «Лидсе».
В 2008 году скончалась от рака жена Лукаса Радебе — Физиви.
В декабре того же года Радебе попал в клинику с жалобами на боли в сердце после занятий в тренажёрном зале.
8 октября 2009 года Английская футбольная ассоциация объявила Радебе послом в Африке английской заявки на проведение чемпионата мира 2018 года.

## Благотворительная деятельность
Радебе был послом ФИФА в детских деревнях в Африке. В декабре 2000 года он был удостоен премии FIFA Fair Play за вклад в избавление футбола от расизма и свою благотворительную деятельность в ЮАР.
В апреле 2003 года он также получил премию за популяризацию английского футбола, как футболист, отыгравший в 10 сезонах Премьер-лиги.